# Jiggo
Jiggo (* 8. September 1995 in Schwäbisch Gmünd; bürgerlich Denis Şengül), bekannt auch unter dem Namen Jiggx, ist ein deutscher Rapper und Sänger. Er steht mit seinem Label Vision Music bei iGroove unter Vertrag.

## Leben
Denis Şengül wurde 1995 geboren. Als Sohn einer spanischen Mutter und eines türkischen Vaters, wuchs er in Göppingen auf.
Seine erste Musikveröffentlichung, die Pablo Picasso EP mit fünf Songs, erschien im Frühjahr 2016. Im Jahr 2017 folgte die Next Level EP sowie sein erstes Mixtape Future Kid.
Die Videoauskoppelung Say My Name aus dem Jahr 2017 erreichte bis 2021 10 Millionen Aufrufe auf Youtube und über 11 Millionen Streams auf Spotify. Jiggos Stil wurde melodischer und er veröffentlichte 2018 die EP Casanova.
Mittlerweile hat Denis Şengül alias Jiggo drei Alben (Chérie, Sex, Drugs, Rock’n’Roll, Jiggx) veröffentlicht. Jiggo verfügt auch über Feature-Partner: „Para, Money, E’s“ featuring Monet192 erreichte über 22 Millionen Streams auf Spotify (Stand: 4. März 2021). Mit „Immer wenn es regnet“ featuring Azad gelangte er in den deutschen Charts auf Platz 79.

## Diskografie
Studioalben
- 2019: Chérie
- 2020: Sex, Drugs & Rock‘n‘roll

Mixtapes
- 2018: Future Kid

EPs
- 2017: Pablo Picasso
- 2017: Next Level
- 2018: Casanova
- 2018: Guns & Roses

Singles
- 2016: Pablo Picasso
- 2016: Ihr macht Rap, ich mach Kunst
- 2016: Next Level
- 2017: 1995
- 2017: Nonstop
- 2017: Egal schon Ok
- 2017: Amigo
- 2017: Ruf die Bullen
- 2017: Gold
- 2017: Say my Name
- 2018: 5 Uhr Pfeife (feat. Melvin)
- 2018: Mi Amor
- 2018: Casanova
- 2018: Nur noch mit Dir
- 2018: Diablo
- 2018: Für immer
- 2018: Bésame (feat. Laruzo)
- 2019: Rendezvous PT. II
- 2019: Azizam
- 2019: Cuba Libre (feat. Payman)
- 2019: Strip (feat. Ben-E)
- 2019: Canim
- 2019: Loco (feat. Caeli)
- 2019: One Night Stand
- 2019: Dresscode Nike (Hadi28 & Jiggo)
- 2019: Zifferblatt (Timu & Jiggo)
- 2019: Duft (feat. Payman)
- 2019: Para, Money, E’s (feat. Monet192)
- 2020: Immer wenn es regnet (feat. Azad)
- 2020: Moonlight (#1 der deutschen Single-Trend-Charts am 28. August 2020[10])
- 2020: Sie will
- 2020: Sa Vite (mit Belah) (#8 der deutschen Single-Trend-Charts am 9. Oktober 2020[11])
- 2020: Halb vier (mit Morpheuz) (#15 der deutschen Single-Trend-Charts am 27. November 2020[12])
- 2021: Uber (feat. Ardian Bujupi; #7 der deutschen Single-Trend-Charts am 2. Juli 2021[13])